# Министерство торговли, промышленности и рыболовства Норвегии
Министерство торговли и промышленности Норвегии является норвежским министерством, ответственным за бизнес, торговлю и промышленность. Министерство отчитывается перед законодательной властью, Стортингом.

## История
Норвежское министерство торговли, судоходства, промышленности, ремесел и рыбного хозяйства было создано 1 октября 1916 года. После этого министерство претерпело некоторые изменения в названии: Министерство торговли, судоходства и промышленности с 1 июля 1946 года, Министерство промышленности, ремесел и транспортировки с 6 декабря 1947 года Министерство промышленности и ремесел с 1 января 1955 года, Министерство промышленности с 1 января 1988 года, Министерство промышленности и энергетики с 1 января 1993 года и Министерством торговли и промышленности с 1 января 1997 года.

## Отделы
- Информационный отдел
- Департамент планирования, управления и по экономическим вопросам
- Департамент собственности
- Департамент торговли и промышленности
- Департамент политики исследований и инноваций
- Департамент предпринимательства и интернационализации

### Дочерние компании
- Институт гарантирования экспортных кредитов
- Норвежский центр аккредитации
- Норвежское морское управление
- Норвежская служба метрологии
- Норвежская Геологическая служба
- Норвежский патентный центр
- Норвежский космический центр
- Норвежский совет по дизайну
- Норвежское агентство экспортных кредитов
- Исследовательский совет Норвегии
- Корпорация промышленного развития Норвегии